# Attaque de drone à Caracas
L'attaque de drone à Caracas est survenue le 4 août 2018 près de l'Avenida Bolívar (en), à Caracas, au Venezuela, où Nicolás Maduro s'adressait à la garde nationale bolivarienne devant les tours Centro Simón Bolívar (en) et le palais de justice de Caracas (en). Le gouvernement vénézuélien affirme que l'événement était une tentative ciblée d'assassiner Maduro, bien que la cause et l'intention des explosions soient débattues. D'autres ont suggéré que l'incident était une opérations sous fausse bannière conçue par le gouvernement pour justifier la répression de l'opposition au Venezuela.

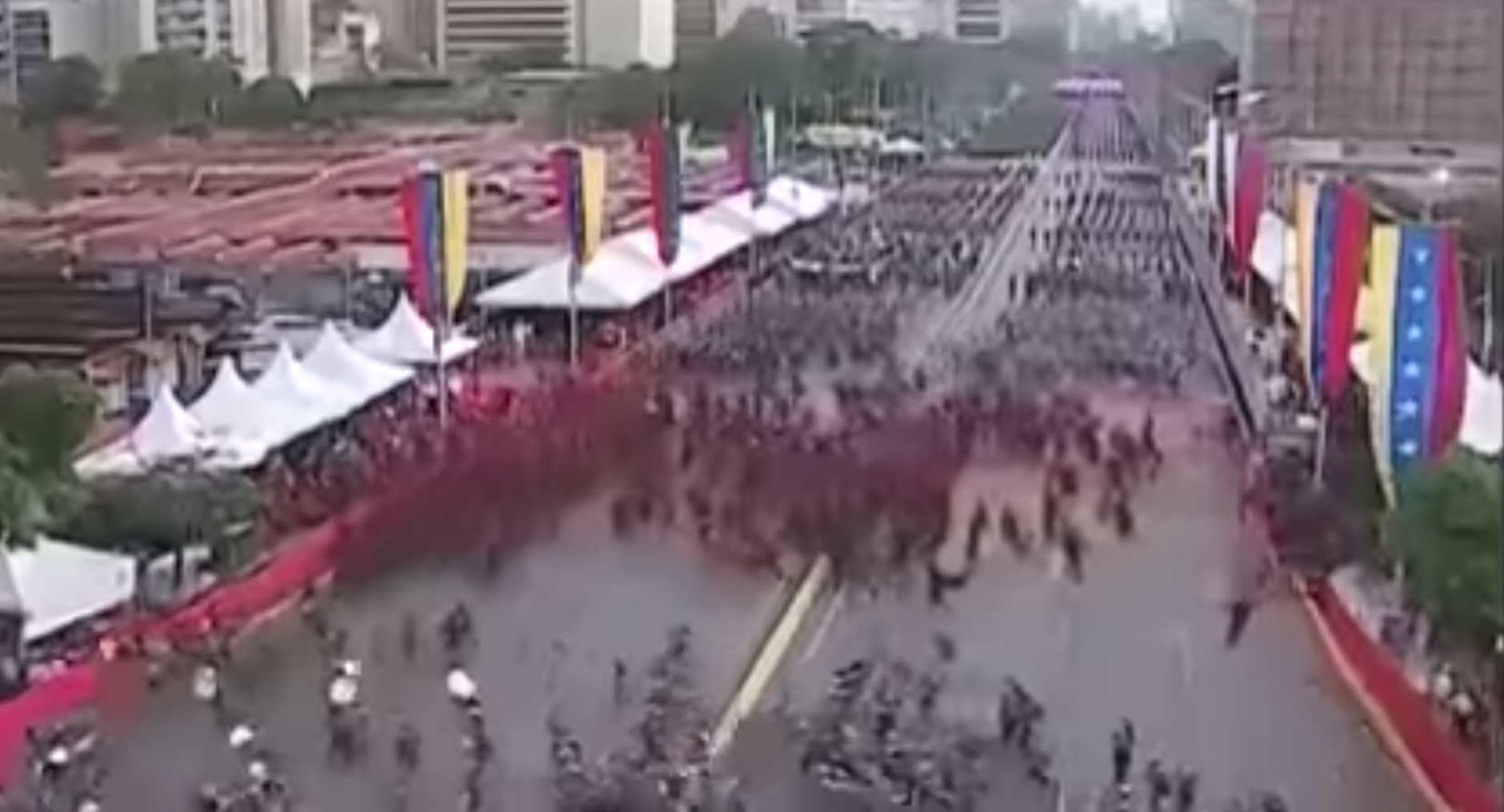
Les troupes vénézuéliennes se retirent.

## Incident
Deux petits drones transportant des explosifs ont explosé alors que le président Maduro prononçait un discours en plein air, probablement dans le but d'attaquer le président et d'autres responsables gouvernementaux. L'incident s'est produit au milieu d'un discours qu'il prononçait pour commémorer le 81e anniversaire de la Garde nationale bolivarienne. Le premier drone a survolé l'Avenida Bolivar, explosant en l'air au-dessus des gardes nationaux en rang. Il a été rapporté que sept officiers de la Garde nationale impliqués dans le défilé ont été blessés et traités dans un hôpital, d'autres sources affirment ensuite qu'ils étaient huit. Après l'explosion, les gardes du corps ont immédiatement protégé Maduro avec des boucliers balistiques. Maduro, sa femme Cilia Flores et le ministre de la défense Vladimir Padrino López, qui se trouvaient à ses côtés, ont quitté les lieux sains et saufs. Une deuxième explosion a été entendue quelques secondes plus tard - des centaines de gardes nationaux ont fui la zone, abandonnant le président Maduro, et la diffusion de l'événement a été coupée. Malgré les images de gardes nationaux fuyant la scène qui ont été diffusées au public, le ministre de la Communication, Jorge Rodríguez, a faussement déclaré que les troupes avaient maintenu leurs rangs lors du défilé.

## Enquête

### Gouvernement

#### Initiale
Dans un discours télévisé à la nation deux heures après l'incident, Maduro a déclaré qu'une enquête avait été ouverte immédiatement et qu'un certain nombre de personnes liées à l'attaque avaient été appréhendées et inculpées. Onze journalistes ont été arrêtés lors de l'attaque et relâchés par la suite. Six autres suspects ont été initialement arrêtés dans les heures suivant l'incident, qui sont ensuite passés à sept. Apparemment, l'un d'entre eux était connu des autorités en raison de son implication dans les manifestations de 2014, tandis qu'un autre avait un mandat d'arrêt pour avoir apparemment participé à l'assaut contre Fort Paramacay (en).
Le président Maduro a également blâmé les éléments d'extrême droite de son propre pays agissant de concert avec des éléments d'extrême droite de la Colombie voisine, et a spécifiquement nommé le président colombien Juan Manuel Santos comme étant à l'origine de l'incident. Un porte-parole du président Santos a rapidement nié les accusations. Maduro a également suggéré que des exilés vénézuéliens aux États-Unis, en particulier à Miami, en Floride, pourraient avoir été impliqués.
Selon le ministre de l'Intérieur Néstor Reverol, seuls deux drones DJI M600 ont été utilisés, bien que le ministre de la Communication, Jorge Rodríguez, ait déclaré qu'il y avait trois drones utilisés pendant l'incident, et la raison pour laquelle ils n'ont pas atteint leur cible était que les inhibiteurs radio leur a fait perdre le signal. La police sur les lieux avait précédemment déclaré que les autorités avaient abattu un drone. Après une brève enquête initiale de deux jours, Reverol a présenté ses conclusions et a expliqué que les deux drones qu'il prétendait être impliqués étaient chargés de plus de 1,8 kilogramme combinées d'explosif plastique C4, et que l'un devait être explosé au-dessus de la tête de Maduro avec l'autre destiné à exploser directement devant le président. Dans une présentation, Maduro a montré des débris qu'il "a insisté" pour révéler que le drone près de la scène transportait de la poudre à canon et du plomb, et seul celui qui a frappé le bâtiment était chargé de C4 ainsi que de poudre à canon.
Le 6 août 2018, le procureur général du Venezuela, Tarek William Saab, a annoncé que deux individus décrits comme étant les pilotes présumés avaient été arrêtés et "seront accusés des crimes de trahison et d'homicide intentionnel" en plus d'autres crimes.

#### Après l'arrestation
Peu après minuit VST dans la matinée du mardi 7 août, Maduro a déclaré qu'il avait des "preuves tangibles" que "l'oligarchie colombienne" planifiait l'assassinat, et qu'il les partagerait "dans les prochaines heures". Maduro a annoncé dans une vidéo en même temps qu'ils savaient maintenant que les auteurs avaient été entraînés en avril et juin 2018 à Chinácota dans le Norte de Santander, en Colombie, une région qui borde le nord du Venezuela. Dans cette vidéo, il a également déclaré qu'il avait été informé que Juan Manuel Santos avait dit à l'ancien Premier ministre espagnol Mariano Rajoy que Maduro serait parti avant de quitter ses fonctions. Le rapport promis n'avait pas fait surface dans l'après-midi.
Dans la soirée, Maduro a fait une présentation télévisée (en) de deux heures depuis le palais de Miraflores qui comprenait une vidéo partiellement censurée de l'ancien responsable de la sécurité vénézuélienne Juan Carlos Monasterios Vanegas, qui a déclaré qu'il était l'un des "kamikazes", faisant une déclaration accusant Julio Borges et Juan Requesens. Le président Maduro a directement accusé les dirigeants de l'opposition Borges et Requesens d'être à l'origine de l'incident, affirmant également que Borges vivait dans un manoir à Bogota payé par le gouvernement colombien sortant, bien qu'aucun détail sur son "rôle présumé" n'ait été révélé. Pendant ce temps, des agents appartenant au Service national de renseignement bolivarien (SEBIN), l'agence de renseignement vénézuélienne, ont arrêté Requesens et sa sœur, la dirigeante étudiante Rafaela Requesens (en), bien que cette dernière ait été libérée plus tard. Dans la vidéo, Monasterios a affirmé que Requesens lui avait dit "de tuer le président".
En tant que membres de l'Assemblée nationale vénézuélienne, Borges et Requesens ont reçu l'immunité parlementaire. L'arrestation de Requesens a été décrite comme une violation de la Constitution du Venezuela, en particulier de l'article 200 qui stipule que "seul le Tribunal suprême de justice, sous réserve de l'autorisation préalable de l'Assemblée nationale, a le pouvoir d'ordonner leur arrestation. et des poursuites". Cependant, Diosdado Cabello, président de l'Assemblée nationale constituante disparate, a déclaré qu'il "introduirait une législation" pour les dépouiller des protections. Le statut protégé de la paire a ensuite été supprimé le lendemain.
En réponse aux accusations, Borges a tweeté une déclaration de Bogota disant à Maduro qu'il "ne trompait personne", qualifiant l'attaque supposée de "farce" que Maduro "mettait en scène pour justifier la persécution des opposants". Cabello a répondu à cela, lui disant "d'aller trouver de bons avocats".

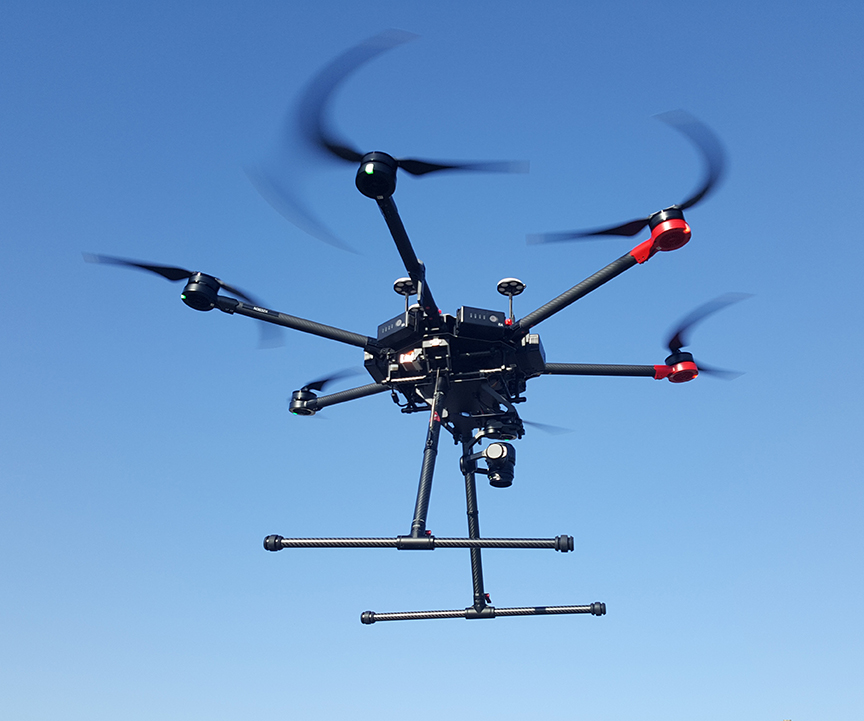
Un drone DJI M600, similaire au drone utilisé lors de l'incident.

La présentation du soir de Maduro a affirmé que toutes les personnes impliquées dans l'attaque se sont vu offrir 50 millions de dollars américains ainsi que le statut de citoyen américain. Il a également déclaré qu'ils avaient prévu une attaque le 5 juillet, qui a été reportée car les drones n'arrivaient pas à temps. Deux de ceux qui ont été arrêtés et nommés par Maduro comme étant impliqués et fournissant des preuves étaient un colombien, Rayder Russo, qui a été accusé d'être un planificateur et un financier de l'attaque présumée, et un américain, Osman Delgado, qui a été accusé d'être un autre financier. Russo et Delgado étaient tous deux connus par la résistance vénézuélienne pour être des informateurs fidèles à Maduro, avec le chef rebelle Óscar Pérez révélant précédemment que les deux étaient des "taupes" vendant des informations au gouvernement bolivarien en décembre 2017.
Le mercredi 8 août, Saab a déclaré que les enquêteurs avaient jusqu'à présent connecté dix-neuf personnes à l'attaque, et trois avaient déjà été inculpées. Maduro a également nommé des personnes recherchées vivant en Colombie et dans l'État américain de Floride, affirmant qu'il souhaitait la coopération de ces deux nations et qu'il "[fait confiance] à la bonne foi de Donald Trump". Le jeudi 9 août, Reverol a déclaré que 25 personnes faisaient l'objet d'une enquête et Efecto Cocuyo a signalé que huit avaient été arrêtées. Bien que Borges et Requesens soient les leaders du parti Primero Justicia, Reverol a révélé que "la majorité des suspects sont du groupe de résistance Come Venezuela".
Le ministre de la Communication, Jorge Rodríguez, a fait une présentation nationale le 10 août annonçant qu'au moins un des drones impliqués avait explosé depuis les États-Unis, bien qu'un rapport de The Independent qui mettait en garde contre les menaces de drones ait déclaré que cela pourrait être fait "à 5 kilomètres" seulement, ainsi que montrant une carte de vol supposée du chemin des drones de la Colombie jusqu'à l'Avenida Bolívar. Rodríguez a également déclaré qu'il avait soumis une notice rouge à Interpol pour la capture de "l'assassin" Julio Borges, et a montré une vidéo de Juan Requesens enregistrée à Helicoide.

#### Raids et saisies
Une annonce des auteurs présumés par Reverol le jeudi 9 août comprenait des détails sur plusieurs propriétés saisies par l'enquête. Ils appartenaient à Delgado, accusé d'avoir aidé à financer l'attaque. Deux voitures et un appartement à son nom ont également été saisis et perquisitionnés.
Le SEBIN a fouillé l'hôtel Pestana, qui se trouve à près de huit kilomètres du lieu de l'incident, lors des enquêtes sur les événements. Caracas Chronicles (en) a rapporté que les maisons de Juan Requesens, Julio Borges et d'autres députés, Julio Mora et Jorge Mora, avaient été perquisitionnées.
Rafaela Requesens, sœur de Juan et présidente étudiante de l'Université centrale du Venezuela, a exprimé sa colère qu'au moins quarante agents du SEBIN soient entrés par effraction dans leur maison, affirmant également que le gouvernement voulait déposer de fausses preuves pour incriminer son frère. Le 7 août, le SEBIN a également fait une descente au domicile des étudiants Valeria Sosa et Luis Alfredo Sosa, respectivement de l'Université catholique Andrés-Bello et de l'Université Simón Bolívar, et dont la mère est accusée d'être impliquée dans l'attaque au drone. Roberto Rodríguez, un leader étudiant à Andrés Bello, a dénoncé que le raid avait été effectué sans mandat de perquisition, que l'électricité avait été coupée du bâtiment, que de nombreux biens de la maison avaient été volés et que la famille avait été forcée de s'enfuir.

#### Vidéos de Requesens
Lors de sa présentation du 10 août, Rodríguez a montré une vidéo de Requesens admettant prétendument avoir travaillé avec des personnes impliquées dans l'attaque supposée. Dans la vidéo, Requesens a nommé plusieurs des suspects, dont Borges, bien que cela se soit limité à lui disant que Borges "[lui] a demandé une faveur pour aider une personne à se rendre du Venezuela en Colombie". Il a ajouté que cette personne était Monasterios et qu'ils avaient écrit à Mauricio Jiménez, un responsable de l'immigration en Colombie, pour obtenir de l'aide pour obtenir le passage, qui l'a immédiatement proposé. Requesens n'a donné aucun détail concernant une attaque contre Maduro. L'opposition a condamné les actions de Rodríguez, disant que Requesens a été drogué et torturé pour faire de faux aveux. Une source de du parti de Requesens Primero Justicia a assuré aux journalistes que le gouvernement avait drogué Requesens pour obtenir des aveux et, lorsqu'ils ont réalisé qu'il était toujours sain d'esprit, ils ont continué à le droguer jusqu'à ce qu'il devienne incontinent, tout en menaçant d'assassiner ses parents et de violer sa sœur. Dans une deuxième vidéo, Requesens ne porte que des sous-vêtements visiblement tachés de matières fécales. À la suite de la diffusion des vidéos, Requesens a été transféré de sa détention à la prison de SEBIN, El Helicoide, au Palacio de Justicia. Après cinq heures, il a été renvoyé à Helicoide, son audience a été reportée et on lui a refusé de voir son avocat.
Des professionnels de santé ont évoqué le comportement de Requesens dans les vidéos diffusées au public. Le député et médecin de l'Assemblée nationale José Manuel Olivares a déclaré que "[l]es signes cliniques de Juan Requesens montrent qu'il existe une altération des conditions cognitives, qui est cliniquement associée à l'administration de médicaments qui affectent la conscience ou la volonté". Un psychologue vénézuélien indépendant, Alberto Barradas, a également observé son comportement, déclarant dans une "conclusion subjective" que Requesens apparaît "drogué, battu, menacé", déclarant plus tard "[e]n tant que vénézuélien, je pense que nous sommes scandalisés de voir les images d'un député plein d'excréments, sachant qu'il a été torturé. Je crois qu'en tant que vénézuéliens, nous devons ressentir de la colère, de la douleur et de l'indignation". Dans un moment de protestation et de solidarité avec Requesens, les vénézuéliens ont manifesté en public tout en portant des sous-vêtements pour partager un soutien moral à Requesens, qui a été vu dans la vidéo du gouvernement portant des sous-vêtements couverts d'excréments.
Bien qu'il ait été initialement transféré au palais de justice le 10 août, l'audience de Requesens a été reportée au lundi 13 août. Cette audience a duré deux jours et le mardi 14 août, il s'est vu refuser la libération sous caution. Il a été placé en détention provisoire après avoir été accusé de sept crimes contre Maduro et l'État, pour être jugé et faire face à la peine maximale de 30 ans de prison au Venezuela.
Le 12 août, le gouvernement a partagé une troisième vidéo de Requesens. Dans ce document, Requesens parlait à nouveau à la caméra, dans ce qu'ils prétendaient être une autre partie de la "confession" de la première vidéo. Requesens dit qu'il a brièvement eu un contact téléphonique avec un homme qui s'est identifié comme "Alexandre", qui a confirmé que Monasterios était arrivé en Colombie.
Cependant, lors de son audition, Requesens a déclaré à son avocat, Joel García, qu'il ne se souvenait pas d'avoir enregistré une vidéo de confession ni aucune des personnes qu'il avait nommées. Requesens a également dit à García que les gardes lui avaient donné les sous-vêtements tachés pour "se moquer de lui". Aucune des vidéos n'a été présentée comme preuve.

#### Nouvelles arrestations
Le 10 août, le SEBIN a arrêté Luis Enrique Martínez Rico, le coordinateur de la Commission de sécurité et de défense du Parti socialiste unifié du Venezuela (PSUV), le parti politique du gouvernement. Les rapports indiquent que Martínez a été arrêté en raison de son implication présumée dans l'incident. Le colonel Garcia Palomo a déclaré dans une déclaration du 13 août remise à La Patilla (en) que "je n'ai aucun lien avec les événements qui ont eu lieu à Caracas le 4 août, à travers l'utilisation de drones ou les personnes qu'ils ont maltraitées, que je ne connais pas."
Le 14 août, le nombre de suspects était passé à 34, dont quatorze avaient été inculpés, Saab affirmant qu'il pourrait encore augmenter. Il a également été annoncé que le Venezuela demandait désormais officiellement l'extradition de suspects du Pérou, le gouvernement ayant délivré 27 mandats d'arrêt internationaux à Interpol, ainsi que le blocage de comptes et le gel des avoirs d'Osman Delgado et Julio Borges. Le 22 août, le nombre de personnes impliquées par le gouvernement a de nouveau augmenté, Saab affirmant que 25 personnes avaient été inculpées avec 43 suspects au total impliqués. Le dimanche précédent, il avait nommé plusieurs de ces suspects supplémentaires et annoncé qu'il n'y avait plus que 18 alertes d'Interpol, avec neuf ordonnances d'extradition entre la Colombie, les États-Unis et le Pérou.
Cabello a accusé un autre député de l'Assemblée nationale, Ismael García (en), d'être impliqué dans la "conspiration" le 15 août. García était membre de Primero Justicia avec Borges et Requesens jusqu'à ce qu'il se présente à Acción Democrática le 10 août. García aurait été "dans le viseur" du régime dans les jours précédents, avec José Manuel Olivares, qui avait récemment été contraint à l'exil.
Maduro a déclaré lors d'un discours qu'il savait que les assaillants "prévoyaient un gouvernement de transition" et que les politiciens actuels étaient censés le diriger.

### Indépendant
Une première enquête indépendante de l'ONG Control Ciudadano a alternativement affirmé qu'"au moins un drone appartenait à l'armée", et qu'un drone avait été "abattu", accusant le gouvernement mais indiquant que ce serait involontaire.
Certains rapports de journalisme d'investigation ont commencé à apparaître. L'organisation de journalisme citoyen Bellingcat a déclaré que deux drones "probablement" armés d'explosifs étaient impliqués et que "[m]algré les affirmations apparentes d'un groupe, il n'est pas possible d'attribuer avec précision cette attaque apparente sans plus d'informations".
Un rapport informel d'un commentateur politique sud-américain qui a suivi une analyse similaire à Bellingcat est également arrivé à une conclusion incertaine, mais a évalué à "1/3" la probabilité que le gouvernement Maduro mette en scène l'incident et à "1/10" qu'il s'agissait d'une tentative d'assassinat, disant que "trop de choses ne s'additionnent pas", comme le fait que Maduro "sache qui les coupables [étaient] immédiatement" et que certaines des affirmations étaient "clairement inventées", come les preuves que la Corée du Nord a données pour emprisonner Otto Warmbier.
Bien que divers organismes et pays aient demandé qu'une enquête indépendante soit menée au Venezuela, la pratique de la censure dans le pays (en) a empêché que cela se produise. L'une des principales organisations d'enquête indépendantes au Venezuela, Armando.Info (en), a été complètement bloquée en août 2018, quatre de ses rédacteurs se voyant également imposer des restrictions de voyage, les empêchant de partir.
Le 14 mars 2019, CNN a révélé de nouveaux détails sur l'intrigue, basés sur de nouvelles vidéos.

## Revendications de responsabilité
La responsabilité des attaques "a été revendiquée par un éventail déroutant de porte-parole", y compris des groupes nommés "The Resistance", "T-shirt Soldiers" et le "Phoenix Group".
Un groupe nommé Soldados de Franelas ("T-shirt Soldiers") a revendiqué l'attaque sur Twitter. Un autre groupe, appelé Operación Fénix ("Opération Phoenix"), a fait de vagues déclarations sur Twitter, accusant le gouvernement Maduro d'être impliqué dans le trafic de drogue et déclarant qu'il cherchait à restaurer la démocratie au Venezuela. Trois heures après l'attentat, la journaliste vénézuélienne Patricia Poleo (en) a lu un communiqué de presse sur sa propre chaîne YouTube depuis Miami, affirmant que des militants du groupe Fénix revendiquaient l'attentat. Différentes sources ont prétendu que les deux groupes avaient des liens avec le chef rebelle vénézuélien Óscar Pérez, qui avait été tué par les forces armées du gouvernement vénézuélien lors du raid d'El Junquito (en).
Salvatore Lucchese, ancien chef de la police de la municipalité de San Diego, dans l'État de Carabobo et ancien membre du parti d'opposition Volonté populaire, a affirmé dans une interview à Reuters à Bogota qu'il avait largement organisé les événements, ajoutant que la "lutte armée" continuerait et "aucun dictateur ne quitte le pouvoir pacifiquement". Dans la soirée du 7 août, Maduro a reconnu cette affirmation, déclarant aux gens dans son émission nationale de deux heures qu'"[un] ancien chef de la police de la droite vénézuélienne a revendiqué la responsabilité d'avoir dirigé l'attaque. Aujourd'hui, il était un invité spécial lors de la prestation de serment du nouveau président colombien". Le lendemain, Lucchese a tweeté qu'il "n'avait rien fait" et qu'il était "un soldat de plus qui se battait pour la liberté".
Dans son émission-débat en espagnol, Bayly (en), le journaliste péruvien-américain Jaime Bayly a affirmé qu'il était au courant de l'attaque au cours de la semaine précédente et qu'il l'a soutenue. Il a averti qu'il y aurait d'autres attaques à venir.
Un homme qui a dit qu'il était un dissident militaire a déclaré qu'il avait fait partie d'un groupe de dissidents similaires de toutes les branches des forces armées vénézuéliennes complotant un coup d'État à Bogota pour renverser le gouvernement Maduro, mais qu'il n'avait aucun plan d'assassinat et n'était pas impliqué dans l'attentat du 4 août, après avoir été infiltré et disséminé quelques semaines auparavant. Au lieu de cela, il dit qu'en avril, un groupe de civils s'est approché de son groupe dans le but d'unir ses forces et de tuer Maduro, et il pense qu'ils ont perpétré l'attaque à cause des vidéos qu'ils ont montrées de drones armés à Miami. Bloomberg donne du crédit à ce récit en raison du manque d'organisation que l'attaque semblait avoir.

## Suspects et arrestations

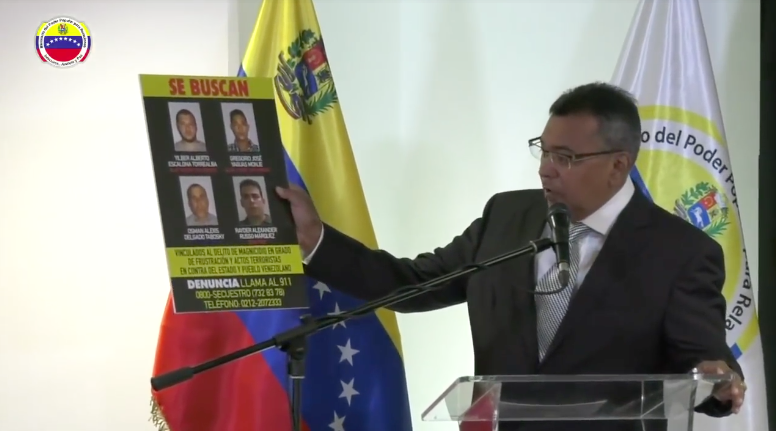
Néstor Reverol partage des informations sur les suspects.

Maduro et Reverol, agissant en tant que ministère de l'Intérieur, de la Justice et de la Paix, ont publié les noms des personnes recherchées que les informateurs ont désignées comme ayant commis l'attaque. Les noms complets et les photos de ces personnes ont été publiés sur des avis de recherche au Venezuela. El Nacional a rapporté quinze noms dans l'après-midi du jeudi 9 août. Diario Panorama et d'autres sources d'information ont rapporté l'ajout de nouveaux noms avant la fin de la journée, et plusieurs autres suspects ont été nommés et des arrestations ont été effectuées la semaine suivante.
Le 31 août, la famille de Juan Requesens s'est rendue à la Croix-Rouge internationale pour leur donner des informations sur les conditions médicales de Requesens. Ici, ils ont également parlé aux médias là-bas des autres personnes également incarcérées, qui subissaient probablement le même traitement, et ont noté que plusieurs de ces prisonniers n'avaient même pas été au tribunal. L'avocat de Requesens, Joel García, a également mentionné son inquiétude pour les autres prisonniers. La sœur du colonel Zambrano a déclaré à ce moment-là que son frère n'avait pas non plus été vu par sa famille ni par ses avocats, et que les gardes lui avaient dit qu'il ne serait pas disponible pendant trente jours. Elle s'inquiétait également pour la santé du colonel, car ses gardiens lui avaient demandé des antibiotiques, des sérums et des diurétiques. Une avocate représentant plusieurs des personnes accusées de l'attaque a déclaré qu'elle n'avait eu accès à aucune d'entre elles ni à leurs dossiers.
Un autre premier adjoint de la justice, Fernando Albán (en), a ensuite été arrêté parce qu'il était soupçonné d'avoir comploté le magnicide le vendredi 5 octobre. Il a également été détenu au siège du SEBIN, mais a été signalé mort le lundi 8 octobre suivant. Des responsables gouvernementaux ont affirmé qu'il s'agissait d'un suicide, qui a été contesté. Ses amis, sa famille, les partis politiques d'opposition et Luis Almagro, secrétaire général de l'Organisation des États américains, soutiennent que la mort du conseiller était un meurtre.

## Réactions

### Nationales

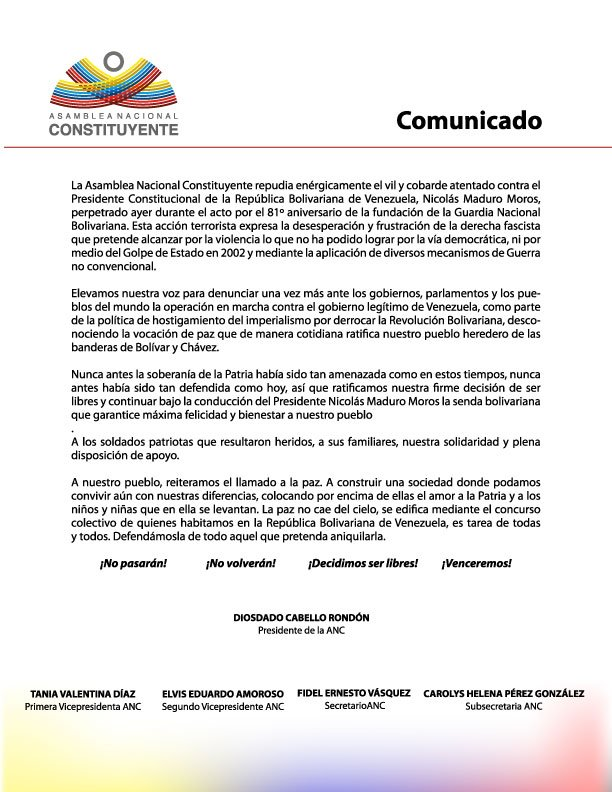
Communiqué de presse de l'Assemblée nationale constituante vénézuélienne.

Le gouvernement vénézuélien a qualifié l'incident d'"attaque terroriste". Un communiqué de presse de l'Assemblée nationale constituante vénézuélienne, écrit par Diosdado Cabello, a déclaré qu'ils "condamnaient farouchement l'attentat ignoble et lâche contre le président constitutionnel de la République bolivarienne du Venezuela" et que "l'acte de terrorisme montre le désespoir et la frustration de la droite fasciste", exprimant également sa solidarité avec "les soldats patriotes qui ont été blessés". Le principal groupe d'opposition au Venezuela, Frente Amplio Venezuela Libre ("Front de libération vénézuélien"), a exprimé sa confusion quant à la nature de l'incident, affirmant qu'il ne pouvait pas savoir s'il s'agissait "d'une attaque, d'un accident fortuit ou de l'une des autres histoires étant partagées sur les réseaux sociaux".
Deux jours après les explosions, le lundi 6 août, les partisans de Maduro se sont rassemblés dans le centre-ville de Caracas, agitant des drapeaux et avec des visages peints. Cependant, les journalistes de Reuters sur les lieux ont déclaré qu'il n'y avait que quelques centaines de personnes, dont la plupart étaient des employés du gouvernement, et plusieurs d'entre eux ont dit aux journalistes qu'ils avaient été chargés de se présenter pour soutenir l'image de Maduro.
Il y a eu un tollé immédiat parmi l'opposition dans le pays après que Cabello ait incité à dépouiller les supposés comploteurs et les députés de l'Assemblée nationale Julio Borges et Juan Requesens de leur immunité diplomatique. Le vice-président de l'Assemblée nationale Julio César Reyes (es) s'est prononcé contre cette décision, affirmant que "la Constitution est claire" et que "seule la Cour suprême de justice a le pouvoir d'ordonner l'arrestation d'un député, avec l'approbation du Congrès". Le 9 août, l'Assemblée nationale (le parlement vénézuélien) a demandé aux autres nations d'ignorer le mandat d'arrêt contre Borges, affirmant qu'il était "de nature politique et ne devrait être reconnu par aucun tribunal étranger".
Le politicien chaviste Sergio Sánchez a rapporté que les personnes exprimant un sentiment anti-Maduro à la suite de l'attaque étaient punies, citant une famille de Ciudad Tiuna (es) à Caracas qui a été "expulsée [...] pour avoir fait un commentaire politique sur l'attaque contre le président", ajoutant que le gouvernement "s'appuie désormais sur la peur du peuple pour se maintenir au pouvoir".
À la suite de la diffusion d'une vidéo du chef de l'opposition Juan Requesens faisant des déclarations portant des sous-vêtements souillés d'excréments, des vénézuéliens ont manifesté dans les rues en sous-vêtements dans une déclaration de soutien moral à Requesens. Un groupe a apporté certains des t-shirts de Requesens en guise d'offrande pour sa libération, entre autres hommages aux prisonniers politiques lors d'un service de masse tenu à San Cristóbal, la capitale de son État d'origine, Táchira. L'ordre des avocats du Venezuela (es) a publié une déclaration condamnant l'arrestation et l'emprisonnement de Requesens, affirmant que c'était "arbitraire et illégal", faisant campagne pour que le gouvernement le libère et nommant "des objections nombreuses et extrêmement graves" à son emprisonnement, la pire étant "l'obscène, protubérant, diffusion impudente et même vantarde [...] de l'auto-incrimination présumée de [Requesens]", affirmant qu'ils chercheront à agir contre le gouvernement et à poursuivre les coupables "une fois que l'État de droit aura été rétabli dans notre bien-aimé Venezuela". Le député de l'opposition Gilber Caro s'est présenté devant l'Assemblée nationale le 14 août et s'est déshabillé jusqu'à ses sous-vêtements pour envoyer un soutien à Requesens. Il a dit que la dignité d'un homme ne dépend pas de son état vestimentaire.
Le lundi 13 août, une marche de protestation appelée "La Patria Llama" ("La patrie appelle") a eu lieu à partir du bord de Petare, dans l'État de Miranda et a traversé la région du Grand Caracas (en) jusqu'à la station Parque Carabobo. Il a été organisé par Cabello pour les partisans du gouvernement Maduro qui veulent "traduire en justice les extrémistes", Cabello ajoutant que ces personnes "devraient tuer des millions de vénézuéliens" pour changer le pays.

### Internationales
L'attaque a été condamnée par les gouvernements du Salvador, du Nicaragua et de la Bolivie, ainsi que par les FARC, un ancien groupe terroriste colombien. Le président cubain Miguel Díaz-Canel a en outre annoncé que son pays fournirait une aide illimitée au Venezuela et à la révolution bolivarienne. Le président turc Recep Tayyip Erdoğan s'est entretenu par téléphone avec Maduro, transmettant ses meilleurs vœux au président et aux soldats blessés lors de l'incident.
L'Uruguay et l'Espagne ont tous deux dénoncé la violence. L'ambassade d'Espagne a également déclaré que la crise au Venezuela devait être résolue pacifiquement et démocratiquement. Le président du Panama, Juan Carlos Varela, a déclaré "qu'accuser l'ancien président Santos est irresponsable de la part du président Maduro" et que "d'une part, nous condamnons la violence, mais d'autre part, nous condamnons également le fait qu'ils portent des accusations sans fondement contre des chefs d'État". Luis Almagro, secrétaire général de l'Organisation des États américains, a déclaré que "[l]a crédibilité nulle du régime de Maduro empêche de connaître la vérité sur ce qui s'est passé" et a réitéré qu'il "condamnera toujours l'utilisation de la violence comme outil politique".
Une affaire judiciaire brésilienne était en cours concernant le voyage de migrants vénézuéliens à travers la frontière Brésil-Venezuela, et elle a été fermée le dimanche 5 août, le lendemain de l'attaque, le juge Helder Barreto suspendant les restrictions mais fermant la frontière aux vénézuéliens jusqu'à ce que la stabilité soit atteinte sur les deux côtés. Il a été rouvert peu de temps après l'ouverture du barreau officiel, la Cour suprême brésilienne ayant déclaré que la décision était trop réactionnaire et "non justifiée", les commentateurs liant la fermeture à une situation déjà tendue qui a encore "exacerbé les tensions" après l'incident du drone.
L'Union européenne a promu une "enquête approfondie et transparente" et a demandé au gouvernement vénézuélien de reconnaître "les pouvoirs constitutionnels de l'Assemblée nationale, y compris le plein respect de ses prérogatives en ce qui concerne l'immunité parlementaire de ses membres, conformément aux droits, à la législation et à la procédures constitutionnelles établies". Le gouvernement vénézuélien a condamné la réponse de l'Union européenne, déclarant qu'elle est "piégée dans sa rhétorique irrationnelle" et que l'instance européenne entend "ignorer les actions terroristes". La vice-présidente de la sous-commission des droits de l'homme du Parlement européen, Beatriz Becerra, a condamné l'arrestation de Juan Requesens, déclarant "Enlevé, torturé, humilié. [Juan Requesens] [un] élu député. Avec toutes les garanties constitutionnelles abolies au Venezuela par un régime dictatorial. S'il vous plaît, Federica Mogherini et Antonio Tajani accomplissons notre engagement avec un lauréat du prix Sakharov". Le ministère fédéral des Affaires étrangères d'Allemagne a condamné l'arrestation de Requesens en la qualifiant de "violation manifeste de l'immunité parlementaire" et a exigé une "enquête approfondie et transparente".

#### Colombie

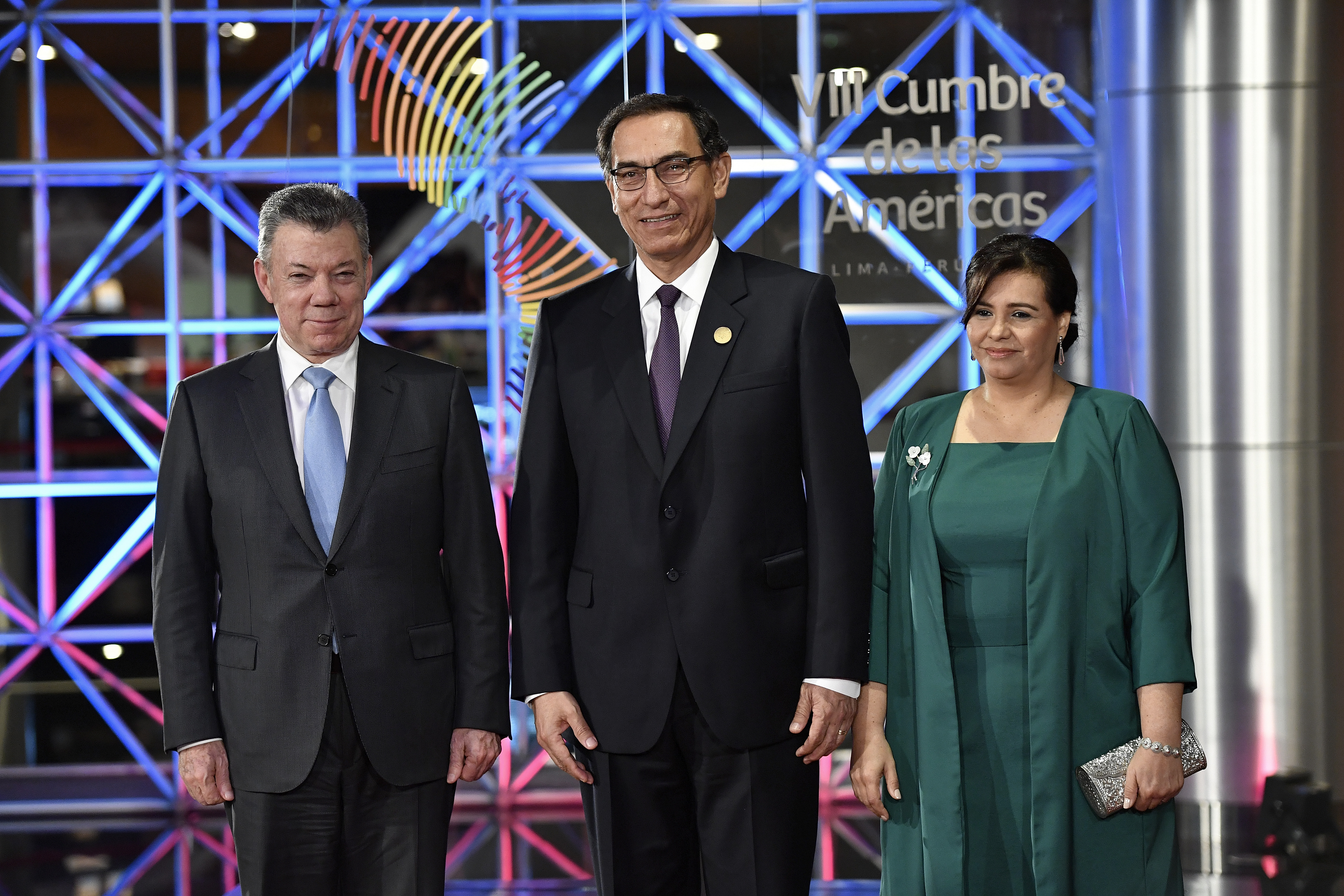
Juan Manuel Santos (à gauche) en avril 2018. Au moment de l'attaque, Santos était le président de la Colombie.

Les accusations les plus anciennes et les plus importantes ont été celles portées contre la Colombie, Maduro désignant spécifiquement le président colombien Santos comme ayant orchestré son assassinat, affirmant qu'il n'avait "aucun doute" à ce sujet. Le gouvernement colombien a rapidement nié cela, déclarant que Santos était trop préoccupé par le baptême de sa petite-fille pour penser à renverser Maduro. Une autre déclaration a ajouté qu'il est "de coutume pour Maduro de blâmer la Colombie pour tout type de problème dans son pays", et le lundi suivant, Santos lui-même a tweeté à Maduro en lui disant "de ne pas s'inquiéter", réaffirmant également sa propre présence au baptême "plus important" du samedi.
Deux jours après l'incident, le lundi 6 août, l'Autorité colombienne de l'aviation civile a annoncé l'interdiction des drones et des multirotors (en) lors du cortège présidentiel pour l'investiture d'Iván Duque le lendemain par crainte d'un incident similaire, l'interdiction s'étendant à un rayon et altitude de 2 milles nautiques, depuis la Plaza Bolívar, à Bogota. Il n'y a pas eu d'attaques de drones ce jour-là, mais il y a eu d'autres attaques de dissidents des FARC au cours desquelles un policier est mort et cinq personnes ont été blessées.

#### États-Unis

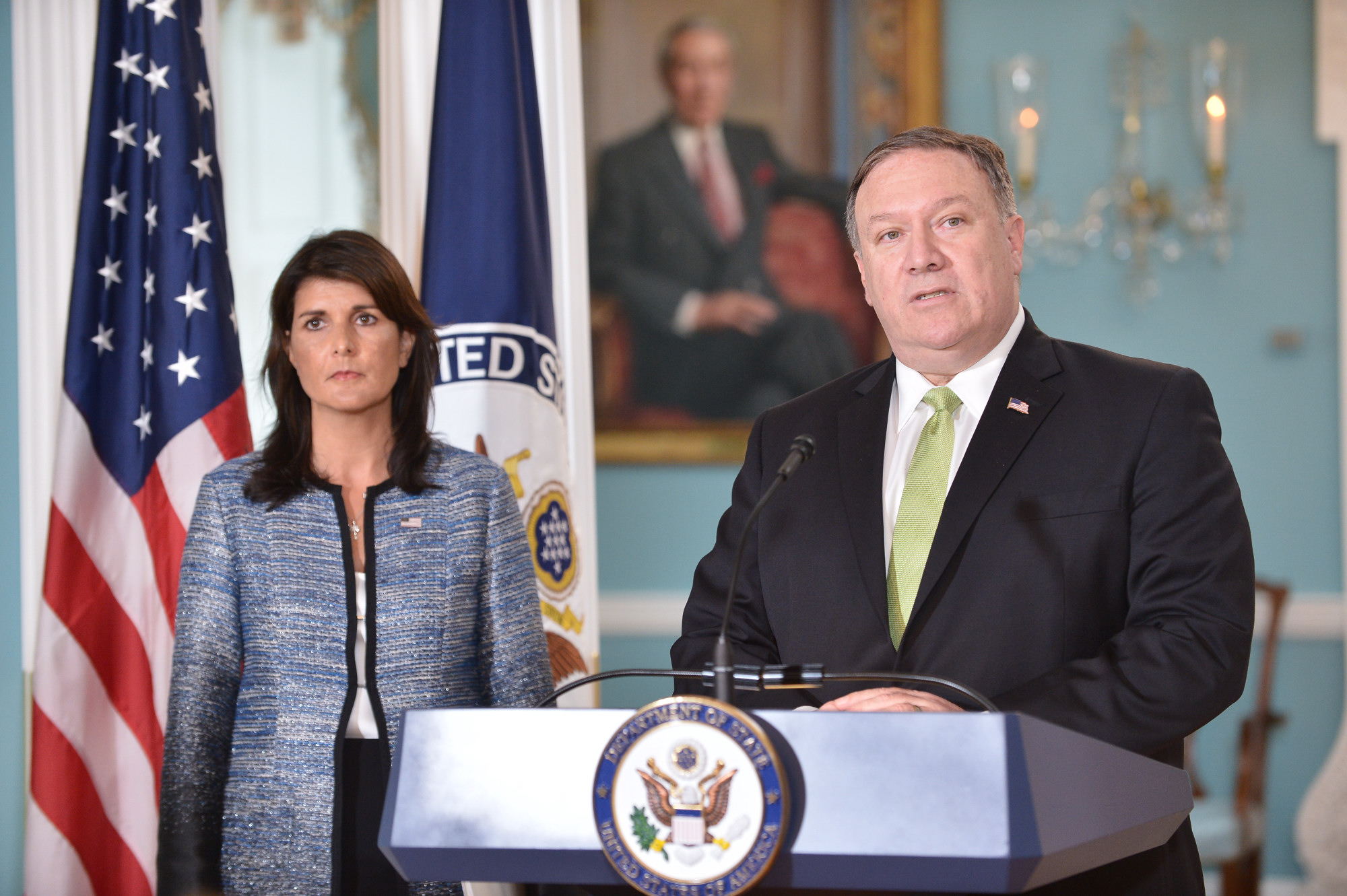
Les représentants américains Mike Pompeo et Nikki Haley (à gauche) en juin 2018.

En réponse aux accusations de Maduro, le conseiller à la sécurité nationale des États-Unis, John R. Bolton, a nié l'implication des États-Unis dans l'attaque et a suggéré que l'incident pourrait être "un prétexte mis en place par le régime lui-même". Bolton a également déclaré que si le gouvernement vénézuélien "dispose d'informations concrètes qu'il souhaite présenter aux États-Unis et qui montrent une violation potentielle du droit pénal américain, il les examinera sérieusement "Le lundi 6 août, le secrétaire d'État américain Mike Pompeo a réaffirmé que le gouvernement des États-Unis n'était pas impliqué.
Telemundo a rapporté que l'ambassade des États-Unis (en) avait dit à ses citoyens au Venezuela de "trouver un endroit sûr où séjourner, de faire profil bas et d'éviter les manifestations". James Story (en), chargé d'affaires à l'ambassade des États-Unis à Caracas, a rencontré Saab et le ministre vénézuélien des Affaires étrangères Jorge Arreaza dans la semaine qui a suivi l'incident. Arreaza a déclaré à Fox News que Story avait déclaré que c'était "la volonté du gouvernement américain de coopérer".
En réponse aux États-Unis déclarant qu'ils coopéreraient, Maduro a déclaré qu'il autoriserait le FBI à enquêter sur l'incident, affirmant que si "les États-Unis ratifient leur offre au FBI de coopérer aux enquêtes sur les liens en Floride [concernant] le plans de la tentative d'assassinat et de l'attaque terroriste du 4 août, [il] l'accepterait".
L'ambassadrice des États-Unis auprès de l'ONU Nikki Haley était en visite à la frontière colombo-vénézuélienne à Cúcuta le mercredi 8 août pour discuter de la crise des migrants et a déclaré que Maduro avait provoqué l'attaque, qu'"il l'a fait en créant ce chaos" et que "tout le monde doit être fort contre Maduro et le forcer à partir". Elle a également promis 9 millions de dollars d'aide à la Colombie pour aider à soutenir les migrants vénézuéliens là-bas.

### Autres
Le site d'information satirique vénézuélien El Chigüire Bipolar (en), lauréat du prix Václav Havel pour la dissidence créative, a publié un article le lendemain de la détention de Juan Requesens montrant une image retouchée de Maduro tenant une pokéball avec le titre "Nicol-ash Maduro annonce l'ouverture de la saison de capture de prisonniers politiques", le comparant au personnage Sasha de Pokémon qui a pour mission de "les attraper tous". Le site a attribué la citation fictive "Nous allons tous les attraper, les 150 députés qui sont là-bas, nous avons déjà Requesens, maintenant nous allons après Borges et Miaouss de la Team Rocket" à "Nicol-ash".

## Controverse

### Légitimité de l'assassinat
Le Guardian a rapporté que les allégations faites par Maduro étaient "trop nettes" et a cité des commentateurs qui doutent de la légitimité de l'assassinat. Le consultant de l'International Crisis Group, Phil Gunson, a déclaré que "[l]'"enquête" officielle [suit le cours] : commencez par les conclusions et travaillez à rebours", et le chercheur principal du bureau de Washington sur l'Amérique latine, David Smilde, a ajouté que "[Maduro va] l'utiliser pour restreindre davantage la liberté et purger le gouvernement et les forces armées".
Le journal péruvien La República a également écrit que "[c]ertains analystes soupçonnent que l'attaque est une farce désespérée" et que "[ce] ne serait pas la première fois qu'un gouvernement sans scrupules monte ce type de configuration", le comparant à l'incendie du Reichstag. Le journal a conclu que, "attaque véritable ou farce montée, peu importe au fond : Maduro a poussé les choses jusqu'à ce point, ce qui suggère des résultats sanglants".
Le service d'information international allemand Deutsche Welle a déclaré que la seule certitude concernant l'attaque est que "[l]e seul à bénéficier de tout cela est Maduro lui-même", notant que le président "a revendiqué au moins 20 coups d'État ou attentats contre lui, mais pas un seul ne lui a fait de mal". Ils ont qualifié l'incident de "fausses nouvelles" parce que "le régime [de Maduro] sort de chaque attaque réelle ou supposée plus fort qu'avant", liant cela à la crise au Venezuela en disant que "[c]haque incident détourne davantage l'attention de problèmes de plus en plus insupportables dans le pays".

### Récit des pompiers
Selon les premiers rapports après l'explosion, l'Associated Press a déclaré que les pompiers se sont rendus sur les lieux et ont affirmé qu'un réservoir d'essence situé dans l'immeuble Don Eduardo avait explosé pendant le rassemblement, l'explosion a pris une partie du bâtiment en feu et a dû être mis en dehors. Une enquête indépendante menée par l'ONG Control Ciudadano a conclu, en ce qui concerne les explosions de drones, que "[l]'explosion d'un bâtiment à proximité était une coïncidence".
Efecto Cocuyo (en) a visité le bâtiment et a signalé que tous les appartements recevaient du gaz canalisé, ce qui ne nécessite pas de réservoirs de gaz. Ils ne pouvaient pas dire s'il y avait aussi un réservoir d'essence. La vidéo fournie plus tard par Telemundo a en effet semblé montrer un accident de drone sur le côté de l'immeuble. Quelques jours après l'événement, l'enquête de Bellingcat a déclaré que le rapport des pompiers était un "premier récit" et qu'un "deuxième drone s'est écrasé et a explosé [...] et est la cause la plus probable de l'incendie que la description des sapeurs-pompiers vénézuéliens".

### Utilisation de drones
Les médias espagnols et équatoriens ont cité un soldat participant au rassemblement qui a affirmé n'avoir vu aucun drone, mais avoir entendu quelque chose "comme une grenade". El País dit que la version des événements de Maduro n'est pas crédible. L'ancien assistant militaire vénézuélien Anthony Daquin a parlé à NTN24 (en) de l'incident et a critiqué la théorie de l'assassinat, expliquant que l'événement était une zone d'exclusion aérienne et que tous les drones dans la région auraient été exploités par le gouvernement.
Une autre théorie est née d'une panne accidentelle de drone à l'origine de l'incident, The Guardian rapportant qu'une enquête indépendante avait été ouverte par l' ONG Control Ciudadano et son chef [Rocío San Miguel (en), un expert militaire, qui a affirmé qu'"au moins un drone appartenait à l'armée, qui a perdu le contrôle de l'appareil en vol. Les soldats l'ont alors abattu." Elle a répété cette déclaration plus tard dans une émission de Con La Luz (en) avec Efecto Cocuyo le 9 août, disant que "c'était une erreur de l'armée et de la garde d'honneur présidentielle, et je crois qu'ils ont détruit les drones".
Selon l'ancien vice-amiral vénézuélien Mario Carratu, les affirmations selon lesquelles les drones ont été abattus par des coups de feu sont inexactes car "[les explosifs plastiques ne peuvent pas exploser avec des balles. Ils ont plus probablement explosé prématurément en raison de la mauvaise préparation de l'équipe de frappe".
Un article de journalisme d'investigation a déclaré que des drones étaient impliqués, mais il "[a exclu] l'étrange allégation d'explosifs", citant des incohérences entre les blessures d'"un soldat par ailleurs indemne avec une coupure à la tête" et les dommages causés par l'utilisation de C4, qui, selon lui, "détruirait tout dans un terrain de football à partir du point central".
L'ambassadeur du Venezuela à la Barbade s'est exprimé le 7 août, affirmant que les drones sont en fait totalement interdits au Venezuela. Lors d'une des présentations télévisées de Maduro, le président a "insisté" sur le fait que le drone qui a explosé sur scène était chargé de poudre à canon et de plomb, et non de C4, mais celui qui a frappé le bâtiment avait de la poudre à canon et du C4.